# Kdeadmin
Kdeadmin é um pacote de software para o gerenciador de janelas KDE  que contém utilitários para a administração do sistema operacional.

## Lista de softwares
- KControl - Gerenciador de configurações para o KDE
- Kcmlinuz - Módulo do KControl que proporciona uma interface para a configuração do Linux
- KCron - Editor para o Crontab (agendador de tarefas)
- KDat - Gerenciador de arquivos tar
- KPackage - Gerenciador de pacotes
- KSysV - Editor para arquivos SysV de inicialização
- KUser - Interface para o gerenciamento de contas de usuário
- lilo-config - Módulo do KControl que implementa uma interface para a configuração do LILO (gerenciador de inicialização para o Linux)